# 和平街道 (邯郸市)
和平街道，是中华人民共和国河北省邯郸市丛台区下辖的一个乡镇级行政单位。

## 行政区划
和平街道下辖以下地区：
新华社区、西南庄社区、车站社区、沁河社区和建新社区。